# Grand Prix Formule 1 van Italië 1966
De Grand Prix Formule 1 van Italië 1966 werd gehouden op 4 september op het Autodromo Nazionale Monza in Monza. Het was de zevende race van het seizoen.

## Uitslag
| Pos. | Nr. | Coureur             | Constructeur    | Rondes | Tijd / Oorzaak uitval | Grid | Punten |
| ---- | --- | ------------------- | --------------- | ------ | --------------------- | ---- | ------ |
| 1    | 6   | Ludovico Scarfiotti | Ferrari         | 68     | 1:47:14.8             | 2    | 9      |
| 2    | 4   | Mike Parkes         | Ferrari         | 68     | + 5.8                 | 1    | 6      |
| 3    | 12  | Denny Hulme         | Brabham-Repco   | 68     | + 6.1                 | 10   | 4      |
| 4    | 16  | Jochen Rindt        | Cooper-Maserati | 67     | + 1 Ronde             | 8    | 3      |
| 5    | 42  | Mike Spence         | Lotus-BRM       | 67     | + 1 Ronde             | 14   | 2      |
| 6    | 40  | Bob Anderson        | Brabham-Climax  | 66     | + 2 Rondes            | 15   | 1      |
| 7    | 48  | Bob Bondurant       | BRM             | 65     | + 3 Rondes            | 18   |        |
| 8    | 24  | Peter Arundell      | Lotus-BRM       | 63     | Motor                 | 13   |        |
| 9    | 20  | Geki                | Lotus-Climax    | 63     | + 5 Rondes            | 20   |        |
| NC   | 44  | Giancarlo Baghetti  | Ferrari         | 59     | Niet geklasseerd      | 16   |        |
| DNF  | 22  | Jim Clark           | Lotus-BRM       | 58     | Versnellingsbak       | 3    |        |
| DNF  | 36  | Jo Siffert          | Cooper-Maserati | 46     | Motor                 | 17   |        |
| DNF  | 2   | Lorenzo Bandini     | Ferrari         | 33     | Ontsteking            | 5    |        |
| DNF  | 14  | John Surtees        | Cooper-Maserati | 31     | Brandstoflek          | 4    |        |
| DNF  | 18  | Richie Ginther      | Honda           | 16     | Ongeluk               | 7    |        |
| DNF  | 10  | Jack Brabham        | Brabham-Repco   | 7      | Olielek               | 6    |        |
| DNF  | 30  | Dan Gurney          | Eagle-Weslake   | 7      | Motor                 | 19   |        |
| DNF  | 28  | Jackie Stewart      | BRM             | 5      | Brandstoflek          | 9    |        |
| DNF  | 38  | Jo Bonnier          | Cooper-Maserati | 3      | Gaspedaal             | 12   |        |
| DNF  | 26  | Graham Hill         | BRM             | 0      | Motor                 | 11   |        |
| DNQ  | 34  | Phil Hill           | Eagle-Climax    |        |                       |      |        |
| DNQ  | 32  | Chris Amon          | Brabham-BRM     |        |                       |      |        |

## Statistieken
| Pole-position | Mike Parkes         | Ferrari | 1:31.3 |
| Snelste ronde | Ludovico Scarfiotti | Ferrari | 1:32.4 |

## Noot
- Dit was de eerste pole position en eerste rondes als raceleider voor Mike Parkes.
- Eerste snelste ronde, rondes als raceleider, podiumplaats en Grand Prix-winst voor Ludovico Scarfiotti.

1921 · 1922 · 1923 · 1924 · 1925 · 1926 · 1927 · 1928 · 1931 · 1932 · 1933 · 1934 · 1935 · 1936 · 1937 · 1938 · 1947 · 1948 · 1949 · 1950 · 1951 · 1952 · 1953 · 1954 · 1955 · 1956 · 1957 · 1958 · 1959 · 1960 · 1961 · 1962 · 1963 · 1964 · 1965 · 1966 · 1967 · 1968 · 1969 · 1970 · 1971 · 1972 · 1973 · 1974 · 1975 · 1976 · 1977 · 1978 · 1979 · 1980 · 1981 · 1982 · 1983 · 1984 · 1985 · 1986 · 1987 · 1988 · 1989 · 1990 · 1991 · 1992 · 1993 · 1994 · 1995 · 1996 · 1997 · 1998 · 1999 · 2000 · 2001 · 2002 · 2003 · 2004 · 2005 · 2006 · 2007 · 2008 · 2009 · 2010 · 2011 · 2012 · 2013 · 2014 · 2015 · 2016 · 2017 · 2018 · 2019 · 2020 · 2021 · 2022 · 2023 · 2024 · 2025